# ۵۶۸ (پیش از میلاد)
۵۶۸ (پیش از میلاد) ۵۶۸مین سال قبل از تقویم میلادی است.